# Jafarpur
Jafarpur là một thị trấn thống kê (census town) của quận North Twentyfour Parganas thuộc bang Tây Bengal, Ấn Độ.

## Địa lý
Jafarpur có vị trí 22°19′B 88°14′Đ / 22,32°B 88,23°Đ Nó có độ cao trung bình là 2 mét (6 feet).

## Nhân khẩu
Theo điều tra dân số năm 2001 của Ấn Độ, Jafarpur có dân số 14.032 người. Phái nam chiếm 53% tổng số dân và phái nữ chiếm 47%. Jafarpur có tỷ lệ 86% biết đọc biết viết, cao hơn tỷ lệ trung bình toàn quốc là 59,5%: tỷ lệ cho phái nam là 89%, và tỷ lệ cho phái nữ là 83%. Tại Jafarpur, 7% dân số nhỏ hơn 6 tuổi.